# سوريش لوثرا
سوريش لوثرا (بالبنجابية: ਸੁਰੇਸ਼ ਲੁੱਤਰ)‏‏ (27 نوفمبر 1944 - 12 فبراير 2019) لاعب كريكت من الهند.